# Lepisiota annandalei
Lepisiota annandalei (лат.) — вид мелких муравьёв рода Lepisiota из подсемейства Формицины.

## Распространение
Южная Азия: Индия.

## Описание
Длина рабочих особей 2—3 мм. Основная окраска тела чёрная. От близких видов отличаются следующими признаками: петиоль сверху выемчатый, без отчетливых зубцов и шипов; мезосомальные щетинки (если есть) ограничены переднеспинкой; проподеальные шипы хорошо развиты в виде двух тупых бугорков на широком основании, зубцов или шипов; весь дорзум брюшка покрыт обильными светлыми щетинками. Усики состоят из 11 члеников; глаза хорошо развиты; заднегрудка с проподеальными зубчиками.

## Таксономия
Вид был впервые описан в 1930 году под названием Acantholepis annandalei Mukerjee, 1930. С 1995 года в составе рода Lepisiota.